# Fundação Sistel de Seguridade Social
Fundação Sistel de Seguridade Social (Sistel) é o fundo de previdência do antigo sistema Telebrás, e tem a função de complementar a aposentadoria dos ex-funcionários do setor de telefonia (empresas que eram controladas pela Telebrás).
Por gerir imenso volume de dinheiro dos seus associados, é considerado um dos maiores investidores do Brasil, tendo tido destacado papel durante as privatizações.